# Renata Viganò
 (novembre 2017).
Si vous disposez d'ouvrages ou d'articles de référence ou si vous connaissez des sites web de qualité traitant du thème abordé ici, merci de compléter l'article en donnant les références utiles à sa vérifiabilité et en les liant à la section « Notes et références ».
Renata Viganò (née le 17 juin 1900 à Bologne et morte le 23 avril 1976 dans la même ville) est une écrivaine italienne.

## Biographie
Renata Viganò est connue pour avoir été résistante au nazisme durant la Seconde Guerre mondiale ; cette résistance sera le thème de plusieurs de ses écrits, dont son œuvre la plus populaire, Agnès va mourir, parue en 1949.

## Œuvres
- L'Agnese va a morire. Turin, Einaudi, 1949.
- Mondine, Modène, Tipografia Modenese, 1952.
- Arriva la cicogna, Rome, Cultura sociale, 1954.
- Donne della Resistenza, Mursia, 1955.
- Ho conosciuto Ciro, Bologne, Tecnografia emiliana, 1959.
- Una storia di ragazze, Milan, Del Duca, 1962.
- Matrimonio in brigata, Vangelista, 1976.